# 시노촌 (히로시마현)
시노촌(敷信村)은 히로시마현 히바군에 있던 촌이다. 현재의 쇼바라시에 해당한다.

## 역사
- 1889년 4월 1일 - 정촌제 시행에 의해 미카미군 시노촌이 발족하였다.
- 1898년 10월 1일 - 군의 통합에 의해 히바군에 소속되었다.
- 1954년 3월 31일 - 사이조정과 합병해 새로운 사이조정이 발족하여 폐지되었다.

## 교통

### 철도
- 일본국유철도
  - 게이비선

## 참고문헌
- 角川日本地名大辞典 34 広島県
- 『市町村名変遷辞典』東京堂出版、1990年。